# Bardas Phokas der Ältere
Bardas Phokas der Ältere (mittelgriechisch Βάρδας Φωκᾶς; * um 878; † um 969) war ein byzantinischer Feldherr, der anfangs im Schatten seines älteren Bruders Leon Phokas stand, sich in der ersten Hälfte des 10. Jahrhunderts in mehreren Feldzügen bewährte und als Domestikos ton scholon von 944 bis 953 an der Spitze der militärischen Hierarchie stand. Er war der Vater von Nikephoros II. Phokas, der von 963 bis 969 als Kaiser das Byzantinische Reich regierte und ihm den Titel Kaisar verlieh.

## Herkunft
Bardas Phokas entstammte der byzantinischen Magnatenfamilie der Phokadai, die zu den vornehmsten Vertretern des byzantinischen Militäradels zählte und über umfangreichen Landbesitz in Anatolien verfügte.
Bardas war ein Sohn des Nikephoros Phokas „des Älteren“ (* c. 855, † c. 896), der selbst ein berühmter General war, der sich als Feldherr in Italien ausgezeichnet hatte, indem er in den Jahren 885 bis 886 Tarent und einen Großteil von Kalabrien eroberte und schließlich zum Domestikos ton scholon, d. h. zum Oberkommandierenden der byzantinischen Truppen im Osten, aufgestiegen war. Der Name und die Herkunft seiner Mutter sind nicht bekannt.

## Leben

### Kampf gegen die Bulgaren

Bulgarien zur Zeit seiner größten Ausdehnung unter Zar Simeon I.

Als Sohn eines berühmten Feldherren wählte Bardas wie sein älterer Bruder Leon eine militärische Laufbahn, stand aber lange im Schatten seines Bruders. Dieser war der Favorit der Witwe des Kaisers Leo VI. „der Weise“ (886–912) aus der makedonischen Dynastie, Zoe Karbonopsina (Zoe „mit den kohlschwarzen Augen“) – die in den Jahren 914 bis 919 für ihren minderjährigen Sohn, Kaiser Konstantin VII. Porphyrogennetos (913–959), die Regentschaft über das Byzantinische Reich ausübte. Leon Phokas hatte daher bei Hof entscheidenden Einfluss und stand als Domestikos ton scholon an der Spitze der militärischen Hierarchie.
Der erste große militärische Einsatz des Bardas Phokas erfolgte als General unter dem Kommando seines Bruders Leo gegen die Bulgaren. Die Beziehungen zu Bulgarien hatten sich bereits unter Kaiser Alexander (912–913), dem Bruder von Kaiser Leo VI., verschlechtert, da dieser sich weigerte, Zar Simeon I. die vereinbarte jährliche Tributzahlung zu leisten. Nach dem Tod von Kaiser Alexander verschärfte die Kaiserin–Witwe Zoe, die 914 die Regentschaft vom Patriarchen von Konstantinopel Nikolaos I. Mystikos übernommen hatte, die Lage, indem sie den bestehenden Friedensvertrag mit den Bulgaren kündigte, den Zarentitel von König Simeon I. (893–927) nicht mehr anerkannte und auch die geplante Eheverbindung zwischen den beiden Dynastien absagte.
Zar Simeon I. „der Große“ (913–927) war nunmehr entschlossen, Byzanz zu vernichten und selbst die byzantinische Kaiserkrone zu übernehmen. In einem raschen Feldzug gelang es ihm in den Jahren 914/15 die byzantinischen Provinzen Makedonien, Thessaloniki und Durazzo zu erobern.

Die Schlacht von Anchialos am 20. August 917

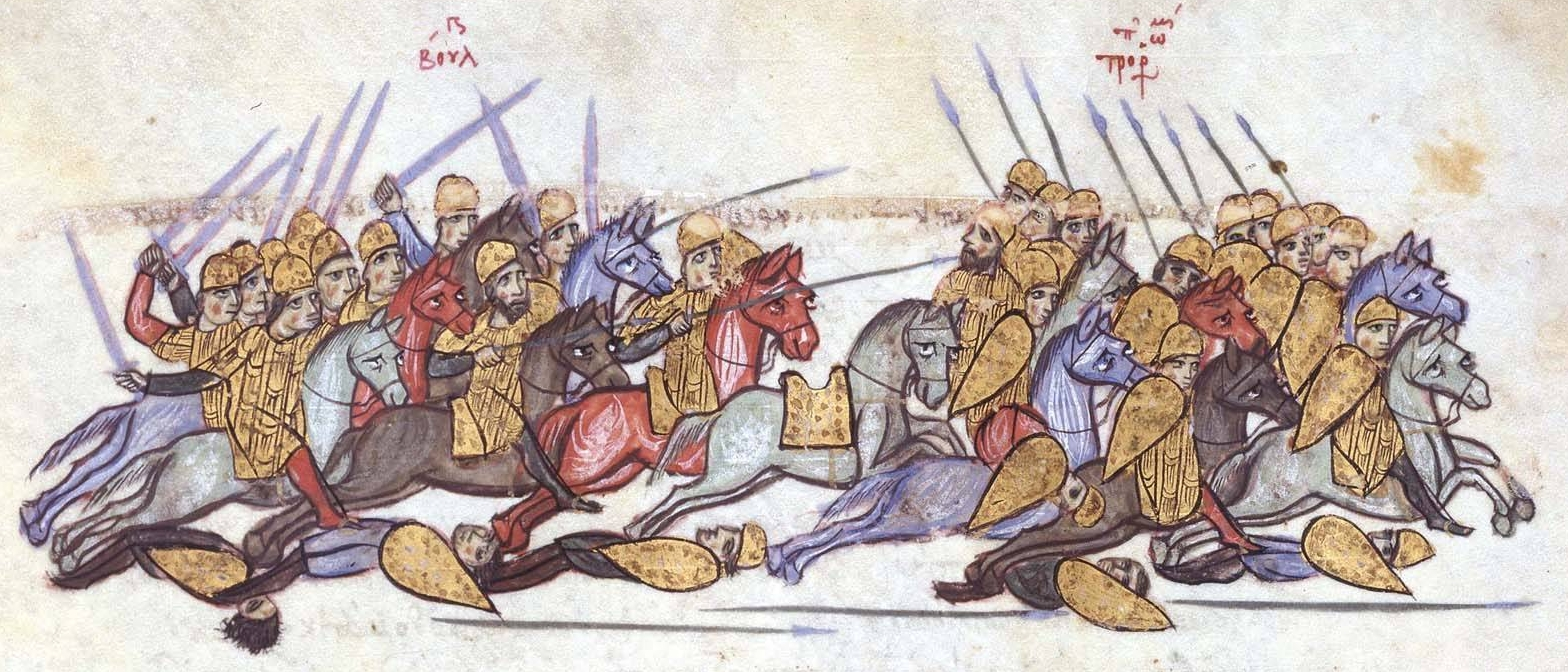
The Bulgarian victory at Anchialos, Madrid Skylitzes.

Das Kommando der Truppen, die den byzantinischen Gegenangriff auf bulgarisches Gebiet durchführen sollten, wurde dem Bruder des Bardas Phokas, dem Magistros Leon Phokas als dem Domestikos ton scholon, übertragen, den Bardas als General begleitete.
Die byzantinische Armee wurde jedoch am 20. August 917 von den Truppen von Zar Simeon I. überrascht, worauf es im Mündungsgebiet des Flusses Acheloos ins Schwarze Meer zu einer der größten Schlachten der damaligen Zeit kam. Es war die Schlacht von Anchialos vom 20. August 917, in der sich jeweils 30.000 bis 60.000 Mann gegenüberstanden. Die byzantinischen Truppen wurden dabei – wegen der mangelnden Koordination des Flottenkommandanten Romanos Lekapenos, der die petschenegischen Hilfstruppen über die Donau transportieren und dem General Johannes Bogas, der diese zur Donau führen sollte – vernichtend geschlagen. Leo und sein Bruder Bardas konnten mit knapper Not nach Mesembria (heute Nessebar in Bulgarien) an der Küste des Schwarzen Meeres fliehen.
Der byzantinische Historiker Leon Diakonos (* c. 950, † 1000) bemerkte dazu, dass noch 75 Jahre nach dieser Katastrophe die Felder am Ufer des Archeloos mit Knochen der erschlagenen byzantinischen Soldaten übersät waren. Die Truppen von Zar Simeon stießen bis nahe Konstantinopel vor. Dort stellte sich ihm Leo Phokas – und wohl auch sein Bruder Bardas – mit einer neuen Armee entgegen, er wurde jedoch bei Katasyrtai/Katasurtas, nahe bei Konstantinopel, neuerlich besiegt und konnte sich nur durch die Flucht retten.
Kaiserin Zoe war daher gezwungen, erhebliche Konzessionen zu machen, einen neuen Friedensvertrag abzuschließen, worauf Zar Simeon den Titel eines „Zaren der Bulgaren und der Rhomäer“ (= Oströmer/Byzantiner) annahm.

### Sturz des Bruders Leon Phokas
Diese Niederlage gegen die Bulgaren schwächte die Regentschaft der Kaiserin Zoe. Zugleich entstanden jedoch auch Gerüchte, Leon Phokas könnte mit ihrer Hilfe versuchen, die Macht an sich zu reißen und den jugendlichen Kaiser Konstantin VII. verdrängen. Dem wollte der Erzieher des Kaisers zuvorkommen, indem er sich mit dem Kommandanten der Flotte, Romanos Lekapenos verband und den jungen Kaiser dazu bewog, statt seiner Mutter den Patriarchen von Konstantinopel, Nikolaos I. Mystikos (901–907 und 912–925) neuerlich zum Regenten zu ernennen. Dieser entließ daraufhin Leo Phokas als Domestikos und entzog diesem daher seine Machtbasis.
Leon versuchte zunächst durch ein Bündnis mit Romanos Lekapenos an der Macht zu bleiben, dieser hatte jedoch eigene Pläne. Er verschaffte sich am 25. März 919 Zugang in den kaiserlichen Palast, besetzte diesen, ließ sich zum Kommandanten der Leibgarde ernennen, verheiratete 919 seine Tochter Helena Lekapene mit dem jungen Kaiser Konstantin VII. und nahm selbst den Titel „Basileopator“ (Vater des Kaisers) an. Romanos war damit de facto Herr des Byzantinischen Reiches und nahm 920 den Titel eines Mitkaisers an.
Leon Phokas versuchte daraufhin, mit Unterstützung seines Bruders Bardas durch eine Revolte selbst an die Macht zu kommen, wurde aber von seinen Truppen verlassen, musste fliehen, wurde in Lykaonien gefangen genommen und schließlich geblendet. Als einige Monate später ein Komplott seiner Freunde aufgedeckt wurde, wurde Leo dazu verurteilt, zur Schande auf einem Esel durch die Straßen von Konstantinopel zu reiten. Sein weiteres Schicksal ist unbekannt.
Der Sturz seines älteren Bruders beendete vorerst auch die Karriere des Bardas Phokas, der für längere Zeit von der politischen Bühne verschwand.

### Abwehr der Kiewer Flotte

Themeneinteilung um 950

Erst viele Jahre später wird Bardas wieder in einer führenden militärischen Rolle genannt. Im Jahre 941 scheint er als Gouverneur des Thema (Militärprovinz) Armeniakon auf, das im Nordosten Anatoliens am Schwarzen Meer lag und etwa der antiken Provinz Paphlagonien entsprach.
Zu dieser Zeit erschien Igor, Sohn des Rurik, Großfürst von Kiew (912–945) mit einer großen Flotte vor Konstantinopel, konnte jedoch gegen dessen Mauern nichts ausrichten, weshalb er das Umland verwüstete. 

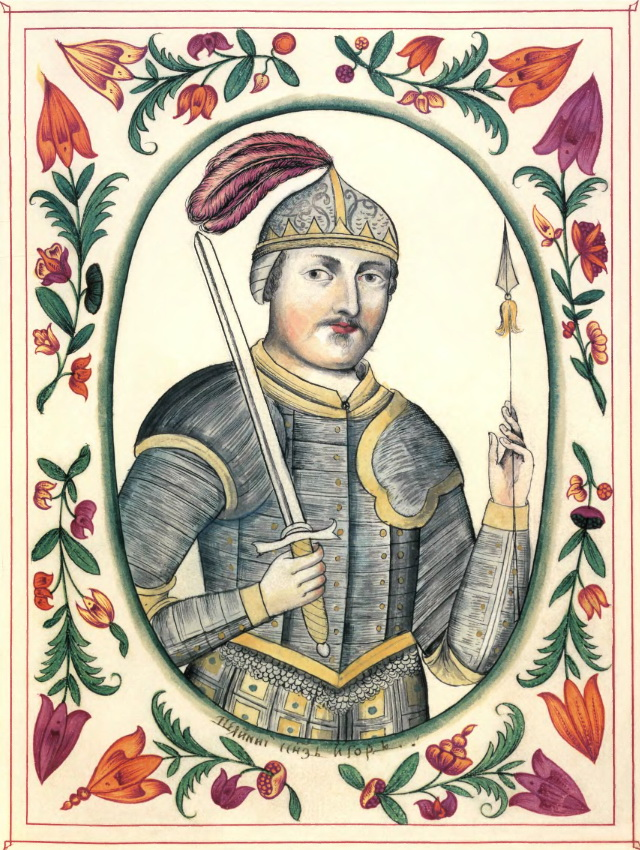
Igor von Russland (Phantasiebild)

Diese Flotte konnte jedoch von einer eilig zusammengestellten byzantinischen Armada am 11. Juni 941 am Nordende des Bosporus gestellt und von den Byzantinern – trotz massiver numerischer Unterlegenheit – durch den Einsatz des den Russen völlig unbekannten „Griechischen Feuers“ in die Flucht geschlagen werden. Der weitgehend unbeschädigte Rest der Kiewer Flotte segelte daraufhin die Schwarzmeerküste entlang und ließ ihre Wut mit unerhörter Grausamkeit an der lokalen byzantinischen Bevölkerung aus. Bardas Phokas eilte mit rasch rekrutierten lokalen Truppen herbei, verwickelte die Plünderer in Gefechte und lenkte die Kiewer Flotte so lange ab, bis das byzantinische Hauptheer unter Johannes Kurukas und die byzantinische Flotte einlangte, die das russische Geschwader vom Meer her einkreiste und durch das Griechische Feuer vollständig vernichtete.

### Domestikos ton scholon 944 – 953
Die Grundlage für den weiteren Aufstieg des Hauses Phokas waren die glänzenden militärische Erfolge des ältesten Sohnes von Bardas, Nikephoros Phokas. Diesem war es gelungen, den expansiven Emir von Aleppo aus dem Haus der Hamdaniden, Ali Saif ad-Daula (945–967) mehrmals zu besiegen und nach einer langen Belagerung sogar dessen Hauptstadt Aleppo zu erobern. Durch diese Erfolge konnte die permanente Bedrohung der Ostgrenze des Reiches durch die Islamische Expansion gebannt und die Voraussetzung für die darauf folgende neuerliche Expansion des Byzantinischen Reiches in den Osten geschaffen werden.
Eine Chance für einen Machtgewinn des Hauses der Phokadai, ergab sich nach dem Zusammenbruch der Herrschaft des Usurpators, Kaiser Romanos I. Lekapenos – der im Jahre 944 durch seine eigenen Söhne gestürzt wurde, da diese fürchteten, der reumütige Herrscher könnte die Macht nicht an sie, sondern an den verdrängten legitimen Kaiser Konstantin VII. aus der Makedonischen Dynastie vererben. Dieser Putsch war zwar anfangs erfolgreich, scheiterte jedoch am erbitterten Widerstand der Bevölkerung, die schließlich dem legitimen Kaiser, Konstantin VII. Porphyrogennetos zum Thron verhalf.
Für die Familie Phokas, die zu den erbitterten Feinden des Kaisers Romanos I. Lekapenos zählten, brachte dieser Regierungswechsel einen entscheidenden Machtgewinn. Kaiser Konstantin VII. setzte Johannes Kurukas als Domestikos ton scholon ab und übertrug dessen Oberkommando über die Truppen im Osten des Reiches an Bardas Pokas, der damit die höchste Stufe der Militärhierarchie erreichte. Zugleich wurden dessen Söhne Nikephoros Phokas und Leo Phokas „der Jüngere“ als Militärgouverneure in den wichtigen Provinzen Anatolien und Kappadokien eingesetzt.
Bardas Pholas behielt diese wichtige militärische Funktion bis 953, wobei der Schwerpunkt der militärischen Anstrengungen im Osten des Reiches lag. Im Jahre 949 erfolgte eine Expedition gegen die bedeutende, unter sarazenischer Kontrolle stehende Insel Kreta, die jedoch an der Unfähigkeit des Befehlshabers der Flotte Konstantinos Gongylas scheiterte.
Mit wechselndem Erfolg verliefen die Kämpfe gegen die Sarazenen. Im Jahre 949 gelang es Bardas mehrere Siege gegen Saif ad-Daula zu erzielen, die Stadt Germanikeia (heute Kahramanmaraş in der Türkei) an der Südküste Anatoliens zu erobern und 952 den Euphrat zu überschreiten. Kurz darauf wendete sich das Blatt, Saif ad-Daula eroberte Germanikeia zurück, drang in das Reichsgebiet vor, wobei Bardas in einem Gefecht im Jahre 953 eine schwere Wunde im Gesicht erlitt und sein Sohn Konstantin Phokas in Gefangenschaft geriet. Wegen seiner Verletzung resignierte Bardas als Domestikos und verzichtete 954 auf das Oberkommando des Ostheeres zugunsten seines ältesten Sohnes Nikephoros Phokas.

### Vater des Kaisers Nikephoros II.
Trotz der Abgabe seines Kommandos hatte Bardas Phokas noch Gelegenheit, während der Regierung von Kaiser Konstantin VII. eine zumindest protokollarische Rolle zu spielen, etwa beim Besuch der Gesandtschaften des Omajadenkalifen, Abd ar-Rahman III., der des westlichen Kaisers oder beim Besuch der russischen Großfürstin Olga – der Witwe des von Bardas bekämpften Großfürsten Igor, die 955 in Konstantinopel getauft wurde und im Herbst 957 längere Zeit am kaiserlichen Hofe weilte.

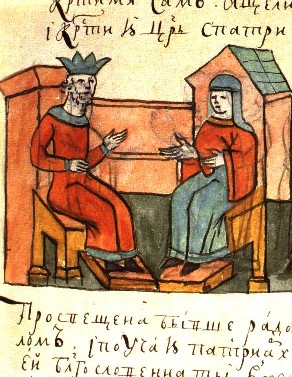
Olga spricht mit Konstantin VII.

Kaiser Konstantin VII., der Förderer der Familie Phokas, der zugleich auch ein bemerkenswerter Gelehrter und Schriftsteller war, der u. a. für seinen Sohn einen Leitfaden für die Ausübung der Herrschaft: „De Administrando Imperio“ verfasst hatte, verstarb am 9. November 959 in Konstantinopel. Auf ihn folgte sein Sohn Romanos II. als Kaiser von Byzanz (959–963). Da dieser sehr bald verstarb, übernahm dessen Witwe, Kaiserin Theophano (* um 941; † 976) am 15. März 963 die Regentschaft für ihre minderjährigen Söhne, die späteren Kaiser Basileios II. (* 958; † 1025) und Konstantin VIII. (* c. 960, † 1028).
Eingedenk der Tatsache, dass ihre Regentschaft ohne Unterstützung durch einen angesehenen General wenig dauerhaft sein würde, wählte sie aus den drei wichtigsten Generälen des Reiches – den beiden Söhnen von Bardas Phokas, Nikolaus II. und Leo Phokas und Johannes Kurukas – Nikolaus II. Phokas als Stütze ihrer Regentschaft aus.
Nikephoros Phokas traf im April 963 in Konstantinopel ein, sah sich jedoch dort der erbitterten Feindschaft des hochintelligenten und intriganten Eunuchen Joseph Bringas gegenüber. Dieser hatte unter Kaiser Konstantin VII. den Oberbefehl über die Flotte ausgeübt und als Parakoimomenos (etwa: Oberstkämmerer) unter Kaiser Romanos II. entscheidenden Einfluss auf die Regierung gewonnen. Nicht ganz zu Unrecht fürchtete er nun um seine Stellung und erklärte daher, Nikephoros sei eine öffentliche Gefahr und müsse daher verhaftet werden.
Als erfolgreicher Feldherr setzte sich jedoch Nikephoros durch, wurde nicht verhaftet, sondern für seine Siege mit einem Triumphzug geehrt und vom Senat neuerlich mit dem Oberbefehl im Osten betraut. Er reiste zu seinen Truppen nach Anatolien ab, hatte jedoch mit Kaiserin Theophano vereinbart, dass er zum Mitkaiser ausgerufen werden sollte. Bringas versuchte dies zu verhindern. Er lud rivalisierende Generäle ein, sich dem zu widersetzen und nahm den Vater des Nikephoros, den über achtzigjährigen Bardas Phokas, als Geisel in Haft. Auch dieser Versuch blieb jedoch vergeblich, da die Truppen Nikephoros am 3. Juli 963 in Anatolien auf den Schild hoben und ihn mit dem Namen Nikephoros II. zum Kaiser des römischen Volkes ausriefen.
In Konstantinopel gelang es Bardas Phokas – trotz seines beträchtlichen Alters – seinen Wächtern zu entfliehen und in der Hagia Sophia Asyl zu finden. Bringas sandte Soldaten, um Bardas in der Kirche wieder einzufangen, diese wurden jedoch von der empörten Menschenmenge, die den verdienten General schätzte, zurückgedrängt. Auch eine Rede des Bringas in der Hagia Sophia blieb ohne Erfolg. Schließlich fand Bringas eine Möglichkeit, den alten General aus der Kirche zu locken, indem er mit den beiden Kindkaisern in der Hagia Sophia erschien und drohte, sie würden jeden weiteren Widerstand des Bardas mit dem Leben bezahlen. Bardas ging daher mit ihm aus der Hagia Sophia hinaus. Als die Menschen am Nachmittag in die Kirche zurückkamen und Bardas nicht mehr vorfanden, schwärmten sie unter der Führung des Patriarchen aus, um ihn zu suchen. Man fand ihn unversehrt im Palast und brachte ihn im Triumph in die Hagia Sophia zurück. Als Bringas dort mit Soldaten erschien, kam es zu einem wütenden Volksaufstand. Bringas wurde aus der Stadt getrieben und sein Palast niedergebrannt, worauf der Mob den Anlass benutzte, die Stadt wochenlang zu plündern und halb Konstantinopel zu zerstören.
Am 14. August 963 hatte Bardas Phokas die Genugtuung, dabei zu sein, als sein Sohn Nikephoros Phokas seinen feierlichen Einzug in Konstantinopel abhielt, den Widerstand des Bringas in blutigem Straßenkampf brach und am 16. August 963 und in der Hagia Sophia vom Patriarchen von Konstantinopel, Polyeuktos (956–970) in Anwesenheit der beiden Kindkaiser als Nikephoros II. zum Kaiser des Byzantinischen Reiches gekrönt wurde.

### Ernennung zum Caesar
Als Dank verlieh Kaiser Nikephoros seinem greisen Vater den Titel Caesar, der in der byzantinischen Hierarchie nach dem Kaisertitel der höchste war. Bringas wurde gnädig behandelt und in seine Heimat Paphlagonien verbannt. Seinen Bruder Leo Phokas ernannte der Kaiser zum Kuropalates (etwa: kaiserlicher Obersthofmeister), übertrug die zivile Verwaltung dem Eunuchen Basileios Lakapenos (einem außerehelichen Sohn des Kaisers Romanos I.) und bestätigte seinen Neffen, Johannes Tzimiskes – den späteren Kaiser von Byzanz – als Oberbefehlshaber der Landstreitkräfte und des Heeres in Anatolien. Er konnte damals nicht ahnen, dass dieser ihn – in Kooperation mit seiner eigenen Frau Theophanu 969, d. h., sechs Jahre später, ermorden würde.

### Vermählung seines Sohnes Nikephoros II.
Am 20. September 963 hatte Bardas die Freude, in der Pfalzkapelle der „Nea“ – des Neuen Palastes – an der feierlichen Vermählung seines Sohnes Nikephoros II. mit der Kaiserin Theophano teilnehmen zu können, die die Macht seines Hauses in den Augen der Welt legitimierte.
Die Freude war allerdings nicht ganz ungetrübt, da der Patriarch von Konstantinopel Polyeuktos Kaiser Nikephoros II. verbot, den Heiligen Altar zu küssen, solange er nicht wegen der Eingehung einer zweiten Ehe (die in der Orthodoxen Kirche nicht erwünscht ist) Buße getan hätte. Zugleich fand er heraus, dass Nikephoros Taufpate von einem oder mehreren Kindern der Theophano war, daher zu Theodora in einer verbotenen spirituellen Verwandtschaft stand, daher verlangte, Nikephoros müsse sich von Theodora trennen.
In der Meinung, seinem Sohn Kaiser Nikephoros II. dadurch zu helfen, bezeugte Bardas Phokas, dass Nikephoros bei keinem der Kinder Theodoras eine Patenfunktion ausgeübt hätte. Er konnte nicht wissen, dass er damit die Weichen für die Ermordung seines Sohnes Kaiser Nikephoros II. gestellt hatte, den Theodora gemeinsam mit ihrem Geliebten, dem späteren Kaiser Johannes Tzimiskes in der Nacht vom 10. auf den 11. Dezember 969 durchführen ließ. Tzimiskes folgte als Johannes I. als Kaiser von Byzanz (969–976) während Theophanu ins Kloster verbannt wurde.

### Begegnung mit Liutprand von Cremona
Am 4. Juni 968 traf in Konstantinopel eine Gesandtschaft von Kaiser Otto II. unter der Leitung des Bischofs Liutprand von Cremona ein, um für diesen eine „purpurgeborene“ – d. h. in dem für kaiserliche Geburten vorgesehenen mit rotem Porphyr ausgelegten Saal des kaiserlichen Palastes geborene – byzantinische Prinzessin als Gemahlin zu finden.
In dem – lesenswerten – Bericht über seine diplomatische Mission beschreibt Liutprand auch seine Begegnung mit Bardas Phokas, dem greisen Vater des Kaisers Nikephoros II., bei einem Essen mit dem Kaiser:
„Sein (Kaiser Nikephoros II.) Vater saß bei ihm, der - so schien mir - hundertfünfzig Jahre alt war. Vor ihm wie vor seinem Sohn sangen die Griechen Lobeshymnen und wünschten ihm, dass Gott seine Jahre vervielfältigen möge. Aus dem können wir ersehen, wie dumm die Griechen sind, wie zufrieden mit einem solchen Ruhm, wie schmeichlerisch, wie gierig sie sind. Denn nicht einem alten Mann sondern einem völlig ausgemergelten Greis wünschen sie etwas, von dem sie sicher wissen, dass es ihm selbst die Natur nicht geben wird. Und der ausgemergelte Greis freut sich noch darüber, dass ihm das gewünscht wird, obwohl er weiß, dass selbst Gott es ihm nicht geben wird und dass, selbst wenn er es täte, dies nicht zu seinem Nutzen, sondern zu seinem Nachteil wäre.“
Liutprand konnte damals nicht ahnen, dass er damit den Urgroßvater der künftigen römischen Kaiserin Theophano Skleraina beschrieb, die er schließlich statt der „purpurgeborenen“ Tochter des Kaisers Romanos II. als Braut für seinen Herren, Kaiser Otto II., nach Deutschland bringen würde.
Bardas Phokas starb nach einem erfüllten Leben, ein Jahr nach dem Besuch der kaiserlichen Gesandtschaft des Liutprand von Cremona, über neunzigjährig im Jahre 969 in Konstantinopel.

## Ehe und Nachkommen
Bardas Phokas war mit einer namentlich nicht bekannten Schwester des Manuel Maleinos verheiratet. Dieser war Mönch, Gründer und Abt des Kymnias Klosters auf dem Berg Olmyp in Bithynien (heute Uludağ) – Gebirge in der türkischen Provinz Bursa und wird als Heiliger der Orthodoxen Kirche verehrt, † 961/62. Sie war eine Tochter des Eudokimus Maleinos (* c. 865, † c. 915) und der Anastaso Adralestina (* c. 870), einer Tochter des Adralestos, der 920/21 Domesikos ton scholon war. Die Maleinos waren eine Magnatenfamilie griechischer Herkunft, die ausgedehnte Besitzungen in Kappadokien hatte und deren Mitglieder schon seit dem 9. Jahrhundert vielfach hohe Kommando- und Verwaltungsfunktionen ausgeübt hatten.
Kinder:

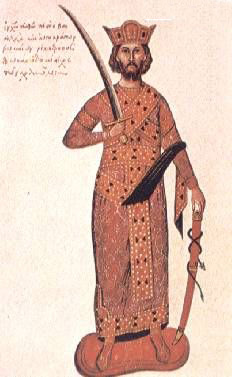
Nikephoros II. Phokas

Bardas Phokas hatte nach Christian Settipani drei Söhne und drei Töchter:
- Nikephoros II. Phokas (* 912 in Konstantinopel, † 969), Kaiser von Byzanz (963–969) ⚭ 1.) Ne, ⚭ 2.) Theophanu, Witwe des Kaisers Romanos II., Mutter der späteren Kaiser Basilius II. und Konstantin VIII. und der Prinzessin Anna, die den Großfürsten Wladimir I. „den Großen“ von Kiew heiratete.
  - Ne Phokaina (aus 1. Ehe) ⚭ Michael Botaneiates (* c. 945), Protonotarios. Dessen Urenkel Nikephoros III. Botaneiates war Kaiser von Byzanz (1078–1081). Über dessen Nichte, die c. 1065 Géza I. König von Ungarn (1074–1077) heiratete, gibt es eine bis heute blühende Nachkommenschaft.
- Leon Phokas (c. 915, † n. 970), 963 Kuropalates (etwa: Obersthofmeister), 969 Domestikos ton scholon, ⚭ Ne
  - Nikephoros Phokas „der Blinde“ (* c. 940, † n. 972), Patrikios
  - Bardas Phokas der Jüngere (* c. 940/45, † 13. April 989), Gegen-Kaiser von Byzanz (971, 987–989)
  - Sophia Phokaina (* 945, † n. 960) ⚭ Konstantinos Skleros (* c. 930, † 11. März 991), Patrikios
    - Theophano Skleraina (* c. 960 in Konstantinopel, † 15. Juni 991 in Nimwegen), ⚭ 14. April 972 in Rom Otto II., Kaiser des Heiligen Römischen Reiches (967–983) (Nachkommen)
- Konstantinos Phokas (* 915/20, † c. 959), Stratege des Thema Seleukeia
- Ne Phokaina ⚭ Theodulos Parsakuntenos
- Ne Phokaina ⚭ (Romanos) Kurukas (* c. 900), Dux (Gouverneur) von Mesopotamien
  - Johannes Tzimiskes, Kaiser von Byzanz (969–976), † 10. Januar 976
- Ne Phokaina (* c. 908), ⚭ N Diogenes (* c. 900, † n. 944), 944 Strategos (Militärgouverneur)
  - Diogenes Adralestos († n. 970)